# Cholón
Le cholón est une langue cholonane parlée en Amazonie péruvienne dans une région s'étendant de la rivière Huallaga, jusqu'aux pentes des Andes.
La langue est éteinte mais est connue par une grammaire manuscrite, « Arte de la lengua cholona », écrite en 1748 par un franciscain, Pedro de la Mata.